# فريدريش براندت
فريدريش براندت (بالألمانية: Friedrich Brandt)‏ (و. 1823 – 1891 م) هو مجلد كتب ‏، ومصور ألماني، ولد في شلسفيغ، توفي في فلنسبورغ، عن عمر يناهز 68 عاماً.